# Управління бурових робіт
Управління бурових робіт — основна організаційна форма управління на підприємствах глибокого буріння в Україні. Крім У.б.р. (УБР) зустрічаються інші форми: морське управління бурових робіт (МУБР), управління розвідувального буріння (УРБ), експедиція глибокого розвідувального буріння (ЕГРБ), нафторозвідувальна експедиція глибокого буріння (НРЕГБ) та ін. Організаційна структура і взаємовідносини всередині підприємств і між окремими підрозділами в усіх розглянутих організаційних різновидах бурового підприємства в ці-лому ті самі, що й в УБР.
Основні задачі УБР: виконання планів і завдань з буріння нафтових і газових свердловин з метою забезпечення високих темпів росту видобутку нафти і газу; підвищення ефективності виконуваних робіт за рахунок удосконалення технології буріння, підвищення швидкості проходки і продуктивності праці; забезпечення рентабельності роботи підприємств, які входять до його складу; дотримання правил з охорони надр і довкілля в ході проведення робіт. Для оперативного управління основним виробництвом створюється інженерно-технологічна служба (ІТС), яка зобов'язана забезпечити виконання плану-графіка будівництва свердловин у цілому по УБР із дотриманням установленої технології. ІТС складається з центральної (ЦІТС) та районних (РІТС) інженерно-технологічних служб. Число РІТС визначається об'ємами буріння, віддаленістю розбурюваних родовищ один від одного та від бази УБР. ІТС підпорядковується безпосередньо начальнику УБР. Оперативні розпорядження ІТС обов'язкові для усіх виробничих підрозділів УБР.
Для забезпечення безперебійної роботи основного виробництва в складі УБР створюється база виробничого обслуговування (БВО). Остання здійснює прокат всього механічного і енергетичного обладнання та бурового інструменту, підтримує їх у робочому стані і забезпечує своєчасне матеріально-технічне, профілактичне і ремонтне обслуговування основного виробництва в планово-попереджувальному і оперативному порядку. БВО підпорядковується безпосередньо начальнику УБР. До складу БВО, як правило, входять: прокатно-ремонтний цех бурового обладнання (ПРЦБО); прокатно-ремонтний цех турбобурів і труб (ПРЦТ і Т); прокатно-ремонтний цех електрообладнання і електропостачання (ПРЦЕ і Е); цех промивних рідин (ЦПР); цех пароводопостачання (ЦПВП); інструментальний майданчик (ІМ). Організаційна структура БВО може видозмінюватися в залежності від об'єктів, територіальної розкиданості та інших умов виконання робіт, що і визначає наявність тих чи інших цехів і підрозділів у її складі.
На правах самостійних підрозділів в УБР можуть входити вежо-монтажний цех (ВМЦ), тампонажний цех і цех випробовування, якщо організаційно-технічні та фінансово-економічні умови роблять недоцільним виділення їх у самостійні підприємства.